# Seppo Myllylä
Seppo Kaleva Myllylä (ur. 9 sierpnia 1958 w Orivesi) – fiński judoka. Dwukrotny olimpijczyk. Zajął dwunaste miejsce w Moskwie 1980 i czternaste w Los Angeles 1984. Walczył w wadze lekkiej i półśredniej.
Uczestnik mistrzostw świata w 1981 i 1983. Wicemistrz Europy w 1983; piąty w 1982 roku. Siedmiokrotny mistrz kraju.

## Letnie Igrzyska Olimpijskie 1980
| Konkurencja | Eliminacje           | Eliminacje                 | Klas. końcowa |
| Konkurencja | Przeciwnik I         | Przeciwnik II              | Miejsce       |
| ----------- | -------------------- | -------------------------- | ------------- |
| 71 kg       | Cornel Roman (ROU) Z | Karl-Heinz Lehmann (GDR) P | 12.           |

## Letnie Igrzyska Olimpijskie 1984
| Konkurencja | Eliminacje          | Eliminacje           | Klas. końcowa |
| Konkurencja | Przeciwnik I        | Przeciwnik II        | Miejsce       |
| ----------- | ------------------- | -------------------- | ------------- |
| 78 kg       | Asafu Tembo (ZAM) Z | Michel Nowak (FRA) P | 14.           |